# Adolphe-Félix Gatien-Arnoult
Pour les articles homonymes, voir Arnoult.
Adolphe-Félix Gatien-Arnoult est un homme politique français né le 30 octobre 1800 à Vendôme (Loir-et-Cher) et mort le 18 janvier 1886 à Mont-de-Marsan (Landes).

## Biographie
Docteur es lettres, agrégé, il est professeur à Nevers, Bourges, Reims, Nancy avant d'occuper la chaire de philosophie à la faculté de Toulouse, en 1830. Opposant libéral à la monarchie de Juillet, il est maire de Toulouse, député de la Haute-Garonne de 1848 à 1849 siégeant à gauche. Opposant au Second Empire, il est président de la commission municipale de Toulouse après le 4 septembre 1870. Il est de nouveau député de la Haute-Garonne de 1871 à 1876, siégeant au groupe de la Gauche républicaine, qu'il préside. Le 15 avril 1871, il est nommé recteur de l'académie de Toulouse par Jules Simon, et est mis à la retraite en septembre 1873. Membre de l'académie des sciences de la ville, il est aussi secrétaire perpétuel de l'académie des inscriptions et belles-lettres et mainteneur des jeux floraux.
En hommage, on a rebaptisé en son nom la rue Royale, qui débouche sur la place Saint-Sernin, à Toulouse.

## Publications
- Monumens de la littature romane, publiés sous les auspices de l'Académie des jeux floraux, Librairie de J.-B. Paya éditeur, Toulouse, 1841, tome 1 (lire en ligne)
- Monumens de la littature romane, publiés sous les auspices de l'Académie des jeux floraux, Librairie de J.-B. Paya éditeur, Toulouse, 1842, tome 2 (lire en ligne)
- Monumens de la littature romane, publiés sous les auspices de l'Académie des jeux floraux, Librairie de J.-B. Paya éditeur, Toulouse, 1843, tome 3 (lire en ligne)

### Sources
- « Adolphe-Félix Gatien-Arnoult », dans Adolphe Robert et Gaston Cougny, Dictionnaire des parlementaires français, Edgar Bourloton, 1889-1891 [détail de l’édition]
- « Adolphe-Félix Gatien-Arnoult », dans le Dictionnaire des parlementaires français (1889-1940), sous la direction de Jean Jolly, PUF, 1960 [détail de l’édition]